# 盧釗
盧釗是中国国民党民初时期在北京地区的负责人之一，曾在1918年（民国7年）在北京成立国民党党组织壬戌俱乐部与中社。1922年，盧釗在北京建立民中俱樂部。盧釗與張繼都反對聯俄容共政策，并厌恶中国共产党创始人之一的李大釗。他曾在1923年给国民党中央党务部部长孙镜的信件中称李大钊为“首鼠两端”、“骑墙人”。